# Рождество-Богородицкий монастырь (Линевичи)
Рождество-Богородицкий монастырь (также Южно-Уссурийский женский монастырь) — православный женский монастырь Владивостокской и Приморской епархии Русской православной церкви, расположенный в селе Линевичи (Уссурийский городской округ).

## История
В 1899 году в 11 верстах от города Никольск-Уссурийского, с северной стороны от реки Суйфун, прибывшими на Дальний Восток из Забайкалья монахинями была основана женская обитель. Устроительницей и первой игуменьей стала монахиня Павла (Трегубова).
16 февраля 1900 года на месте основания монастыря был отслужен молебен и воздвигнут крест, а к весне построен барак из тёса, где разместились первые насельницы. 20 мая 1900 года протоиереем П. Мичуриным была совершена закладка деревянного храма в честь Рождества Пресвятой Богородицы и положено начало строительства на пожертвованные средства двух домов — жилого дома для монахиней и кухни с трапезной. 16 января 1901 года епископ Владивостоксктй Евсевий (Никольский) освятил новый храм.
Вскоре были построены странноприимный дом и небольшой домик на пасеке, организована школа для девочек, взятых на воспитание. В Никольск-Уссурийске близ кладбища было выстроено монастырское подворье. С мая 1902 по июнь 1903 года продолжалось строительство небольшого настоятельского корпуса с домовой церковью, освящённой 24 октября 1903 года архиепископом Евсевием во имя Нерукотворного Образа Спасителя. Дом, в котором ранее жила игуменья с несколькими сёстрами, был переоборудован в мастерскую, где сёстры занимались вышивкой на полотне и по бархату шёлком и золотом, шитьём священных облачений, одежды и белья. Обувь также шили себе сами. 8 сентября 1903 года, в престольный праздник обители, совершилось первое пострижение двух рясофорных послушниц. Духовное окормление сестёр осуществляли насельники Свято-Троицкой Николаевской обители иеромонахи Сергий (Озеров) и Герман (Богданов), ранее подвизавшиеся в Валаамском монастыре.
В 1904 году монахини впервые подняли и засеяли 4 десятины нови, а к 1910 году под посевами было уже около 30 десятин, из которых 9 обрабатывалось корейцами, остальные же были подняты и обработаны трудами сестёр. В монастыре возделывалось 26 видов огородных культур: картофель, брюква, горох, капуста, бобы, свёкла, редька, тыквы, морковь, дыни, арбузы, горчица, помидоры, шпинат и другие. В садах произрастали яблони, сливы, вишни, груши, крыжовник, малина, смородина, клубника, яблони-райки — всего около 300 фруктовых деревьев и тысяча ягодных кустов. У обители было три стада, пожертвованных для монастыря — крупный скот, лошади и мелкий рогатый скот. С 1904 года сёстры занимались и пчеловодством, к 1910 году количество ульев доходило до 100. Сеяли медоносные травы и гречиху. Имелся у монастыря и лесной надел о выделении которого неоднократно ходатайствовала игуменья Павла.
В 1906 году монастырь открыл ещё одну школу — для детей ближайших деревень Линевичи и Кугуки, но с открытием там своих школ монастырская школа была упразднена. В 1908 году на монастырском кладбище была выстроена деревянная часовня в честь пророка Илии.
Зимой 1912 года в монастыре из-за пожара сгорели все деревянные постройки. В 1913 году началось строительство каменного корпуса и уже 27 сентября 1914 года архиепископом Евсевием был освящён храм во имя Спаса Нерукотворного. Работа над корпусом была завершена к 1916 году.
Монастырь был закрыт советскими органами после 1923 года и передан воинской части под клуб.

### Возрождение обители

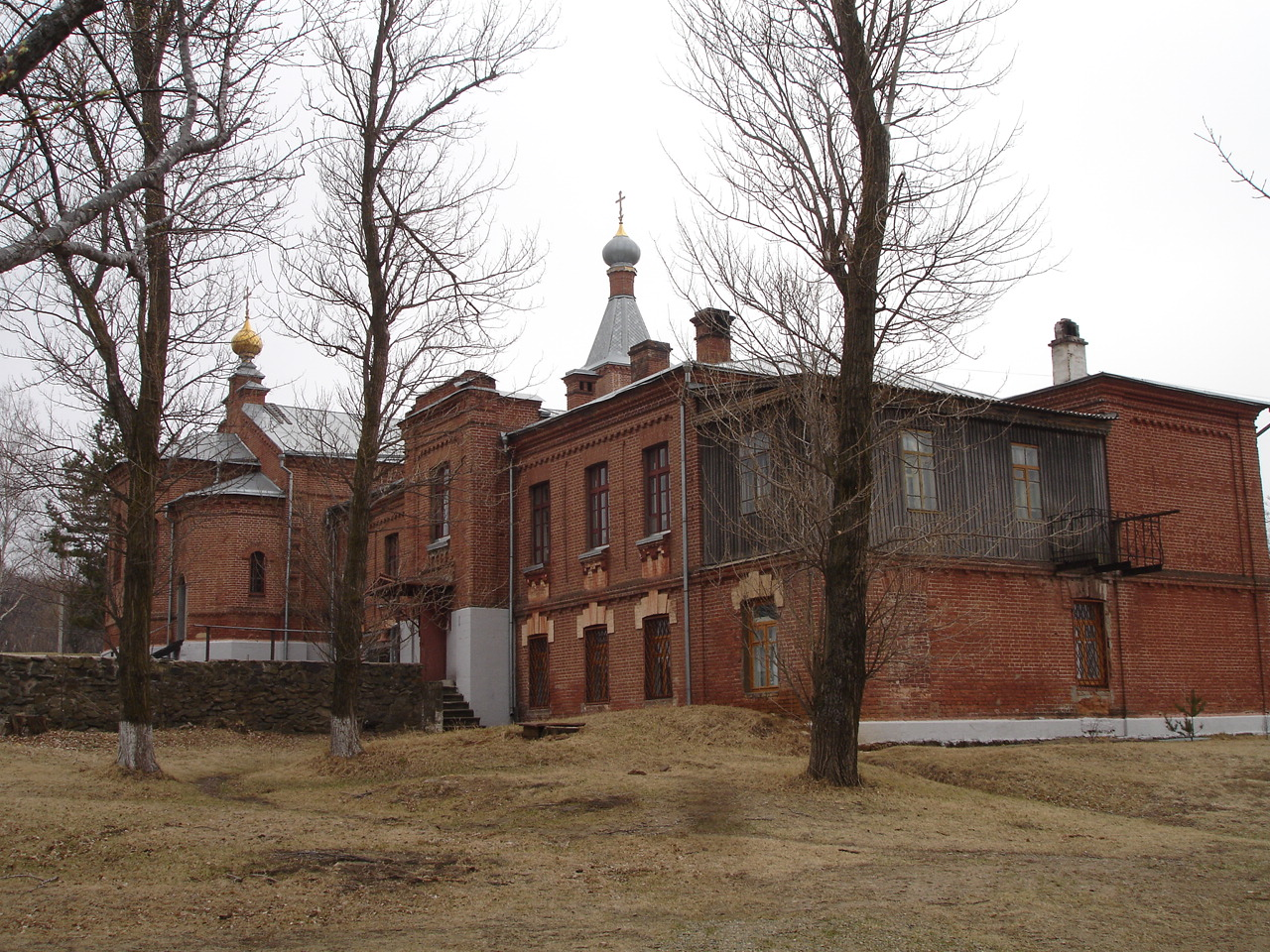
Церковь и здания монастыря

В 1989 году было принято решение о возвращении Владивостокской епархии собственности монастыря.
В декабре 1990 года располагавшаяся на месте монастыря войсковая часть вернула церкви четыре здания с прилегающей территорией: келейный корпус со встроенной церковью, здания для хозяйственных нужд, дома игуменьи. 30 августа 1993 года состоялась окончательная передача епархии бывшей собственности монастыря в бессрочное пользование. 21 сентября 1993 года епископ Вениамин (Пушкарь) совершил освящение храма малым чином.
В 1994 году начался ремонт настоятельского корпуса. Были оборудованы кельи на втором этаже; кухня, просфорная, молочная, две трапезных, мастерская и котельная — на первом этаже. В 1999 году восстановлена монастырская колокольня, установлены купола на крыше храма. Внутри храма закончена реконструкция иконостаса, восстановлен верхний клирос.
В сентябре 2000 года монастырь отметил 100-летие со дня основания, а в июле 2001 года храм Рождества Пресвятой Богородицы был освящён архиерейским чином.
В 2003 году две сестры обители инокиня Апполинария и инокиня Ксения были направлены в Японию для организации Софийского монастыря в Мацуо

## Настоятельницы
- игуменья Павла (в миру Параскева Николаевна Трегубова) (1900—1909)
- игуменья Сергия (Воронова) (8 сентября 1909 — 21 декабря 1922)
- схиигуменья Олимпиада (? — 1923)
- игуменья Варвара (в миру Ирина Сергеевна Волгина)[4]